# Fritz Klein (esesman)

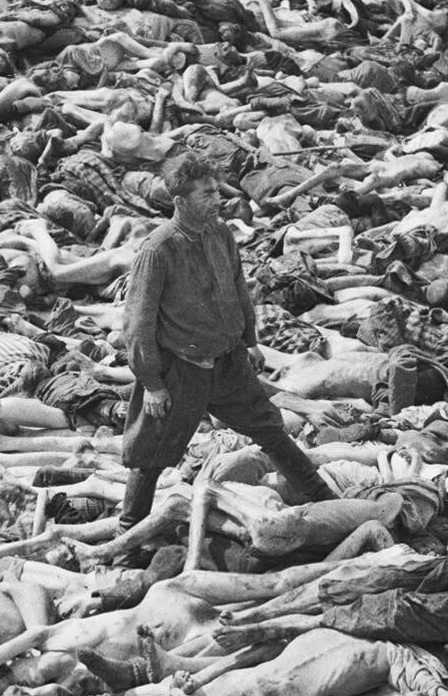
Fritz Klein nad ciałami ofiar w obozie Bergen-Belsen. Fotografia wykonana 24 kwietnia 1945, po wyzwoleniu obozu

Fritz Klein (ur. 24 listopada 1888, zm. 13 grudnia 1945 w Hameln) – jeden z lekarzy SS pełniących służbę w niemieckich nazistowskich obozach koncentracyjnych.
Był Niemcem pochodzącym z Rumunii, urodził się w Codlea (niem. Zeiden), wówczas w Austro-Węgrzech. W okresie od 1 kwietnia 1910 do 30 września 1910 służył w armii Austro-Węgier: I Tyrolskim Pułku Piechoty (I Tirolischen Jägerregiment). W sierpniu 1914 został powołany ponownie do czynnej służby w wojsku i brał udział w I wojnie światowej na froncie wschodnim, gdzie 15 marca 1915 dostał się do niewoli rosyjskiej. W okresie międzywojennym po zmianie granic przez 3 lata służył w armii rumuńskiej. 16 maja 1943 został wcielony do czynnej służby w Waffen-SS i przydzielony do obozowej służby zdrowia SS w Auschwitz-Birkenau, gdzie – do 15 grudnia 1944 – pełnił funkcję lekarza obozowego SS (SS-Lagerarzt) i lekarza oddziałów SS (SS-Truppenarzt) w KL Auschwitz I – Stammlager i KL Auschwitz II – Birkenau, a następnie w Neuengamme, gdzie przebywał do 15 marca 1945. Został stąd przeniesiony do Aufenhaltslager (AL) Bergen-Belsen na stanowisko lekarza obozowego SS, które piastował do jego likwidacji w 1945 r.
Według relacji więźniów, którzy mieli z Kleinem do czynienia, sprawiał wrażenie, że ma sumienie i był mniej sadystyczny od swoich kolegów, też lekarzy SS, Josefa Mengele czy Friedricha Entressa. Jednocześnie był zatwardziałym antysemitą i aprobował Holocaust z moralnego punktu widzenia. Uważał, że „Żydzi są zropiałym wyrostkiem robaczkowym Europy, który należy usunąć skalpelem”. Gorliwie brał więc w Auschwitz udział w selekcjach Żydów przywożonych do Birkenau celem zagazowania, posyłając ogromną większość z nich na śmierć. Dokonywał też, także w obozach Neuengamme i Bergen-Belsen, selekcji chorych więźniów, co równało się ich zagazowaniu, i nie miał w tym zakresie żadnych zahamowań.
Po wojnie został schwytany przez aliantów i oskarżony w procesie załogi Bergen-Belsen o zbrodnie popełnione w tym obozie. Trybunał brytyjski uznał Kleina za winnego i skazał 17 listopada 1945 na śmierć przez powieszenie. Wyrok wykonano 13 grudnia 1945 w Hameln.